# Ermengarde de Toucy
Ermengarde de Toucy, dame de Champlay, est la fille de Ithier III († 1147), seigneur de Toucy, et de Élisabeth/Alix de Joigny.

## Biographie
Ermengarde épouse vers 1155 Guillaume Ier de Dampierre, dont elle a cinq enfants :
- Guy II († 1216), connétable de Champagne, seigneur de Dampierre, de Bourbon et de Montluçon ;
- Milon, vivant en 1228 ;
- Helvide, qui épouse Jean de Montmirail, dit le Bienheureux, seigneur de seigneur de Montmirail et de La Ferté-Gaucher, vicomte de Meaux et connétable de France, fils d'André de Montmirail et d'Hildiarde d'Oisy, vicomtesse de Meaux, dont elle a six enfants (Henri IV en descend, par les Coucy) ;
- Elisabeth, mariée à Godefroid d'Aspremont, et mère de Saint Gobert ;
- Odette († 1212), mariée à Jean II de Thourotte († 1236), châtelain de Noyon.

Guillaume de Dampierre et Ermengarde de Toucy se séparent avant 1172. Elle épouse en secondes noces Dreux IV de Mello, connétable de France, dont elle a quatre autres enfants :
- Guillaume, seigneur de Saint-Bris, qui épouse Élisabeth de Mont-Saint-Jean : Postérité vue à l'article consacré à son frère Dreux ci-après ;
- Dreux, seigneur de Loches et de Châtillon-sur-Indre, qui épouse Isabelle de Mayenne, fille de Juhaël de Mayenne et Gervaise de Dinan ;
- Agnès, mariée à Garnier III de Traînel, seigneur de Marigny ;
- Une fille, mariée à Archambaud de Montluçon, seigneur de Montluçon : d'où probablement Béatrice de Montluçon, femme d'Archambaud VIII de Bourbon (Henri IV en descend aussi).